# Élise la Flotte
Marie-Anne-Elisabeth "Elise" la Flotte, även de Flotte, född Reboul år 1779 i Smyrna, död 25 mars 1815 i Paris, var en fransk sällskapsdam, hovmästarinna och gunstling hos Sveriges kronprinsessa Desideria.
La Flotte uppfostrades i en fransk klosterskola som skolkamrat till Désirée Clary. Hon gifte sig 1795 med Paul-Fulcrand de Flotte (1770–1800), en sjöofficer och kommendör vid franska flottan, innan hon som änka anställdes som sällskapsdam hos Désirée. Hon följde med Désirée på dennas resor till sin makes kommenderingar, och i januari 1811 åtföljde hon Désirée till hovet i Stockholm i Sverige, där hon blivit kronprinsessa genom Bernadottes val till tronföljare. Hon var den enda hovdam Désirée medförde till Sverige. La Flotte beskrivs av Hedvig Elisabet Charlotta som hållningslös, lättsinnig och obetänksam, men i grunden godhjärtad.
Elise La Flotte har fått en del av skulden för att Desideria (som Désirée kallades i Sverige) blev impopulär under sin vistelse i Sverige som kronprinsessa, eftersom La Flotte ständigt framförde klagomål och uppmuntrade Desideria att göra detsamma. La Flotte ska ha underblåst Desiderias missnöje och klagomål och jämfört förhållandena i Sverige med dem i Frankrike. Hon underhöll Desideria genom att karikera och förlöjliga omgivningen och hovets medlemmar, något som rapporterades vidare och bidrog till ett dåligt intryck. Robert von Rosen kallade henne "la flotte ennemie" (fiendeflottan). Hon hade under tiden vid hovet ett förhållande med Gustaf Löwenhielm, som då vid hovet kallades  "l'amiral de la Flotte". Bernadotte, som var missnöjd med Desiderias klagomål, försökte övertala Desideria att sända hem La Flotte, men Desideria vägrade. Hedvig Elisabet Charlotta ger också La Flotte skulden för att Desideria trakasserade sin svenska överhovmästarinna Caroline Lewenhaupt, som hon ville ersätta med La Flotte på La Flottes begäran. Bernadotte övertalade till slut Karl XIII genom von Essen att utnämna La Flotte till hovmästarinna (även kallad underhovmästarinna) med rang direkt under Lewenhaupt. Detta gjorde La Flotte nöjd, och trakasserierna mot Lewenhaupt minskade. Franske ministern i Stockholm, Charles Jean Marie d'Alquier, ska ha försökt påverka Bernadotte att arbeta för ökad kungamakt och inskränkningar av tryckfriheten, för att i förlängningen göra honom till Napoleons marionett i Sverige, med hjälp av kronprinsparets franska uppvaktning, där la Flotte och adjutanten Sevret nämns som hans främsta agenter; han ska även ha försökt påverka Desideria, då de träffades hos La Flotte.
Elise La Flotte trivdes inte i Sverige, och hon ges skulden för att Desideria i juli 1811 återvände till Frankrike. La Flotte avled 1815. Laure Junot, som mötte La Flotte i Aix med Désirée och Julie Clary sommaren 1812, beskrev henne som "en mycket angenäm person, till börden grekiska, som var mycket vacker och kort tid efteråt dog på ett tragiskt sätt. Hon kallades m:m de Flotte". I ett samtal med Hedvig Elisabet Charlotta 1816 uppger Desiderias son, att han visste att La Flotte var skuld till att hans mor inte hade återvänt till Sverige, men att han hoppades att hon nu efter La Flottes död skulle göra det.